# 우리의 소원
〈우리의 소원〉은 대한민국 정부 수립 직전인 1947년에 서울에서 발표된 노래이다. 어린이가 주로 부르는 동요의 특성상 대한민국에서 가사를 따라 〈우리의 소원은 통일〉이라고도 자주 불리던 것이 전해져 조선민주주의인민공화국에서는 이 노래의 제목을 〈우리의 소원은 통일〉이라고 부른다.
일제강점기에 여러 문예 분야에서 활동했던 안석주가 작사하였고, 그의 아들이자 당시 서울대학교 음악대학 재학생이었던 안병원 작곡가가 곡을 붙였다.

## 역사
이 노래는 한국방송의 삼일절 특집 라디오 드라마의 주제곡으로 발표된 곡이었다. 노래가 발표된 1947년 3월 1일은 미·소 군정기였고 좌우익 세력 사이의 충돌이 극심했다.

### 개사
이 노래는 처음 발표 당시에는 '우리의 소원은 독립 / 꿈에도 소원은 독립'이라는 가사로 만들어졌다. 그러나 1948년에 대한민국 정부가 수립되고 남북의 분단이 현실화되면서, 교과서에 노래가 실릴 때에는 '우리의 소원은 독립'을 '우리의 소원은 통일'로 가사를 바꾸었다. 당시 정부 성립을 앞두고 분단을 경계하며 통일 정부를 수립하자는 열망이 '독립'에서 '통일'로 가사를 고치는데 투영되었다.
'독립'에서 '통일'로 가사를 고친 이 노래의 본래 가사는 '이 목숨 바쳐서 통일 / 통일이여 오라'였으나, 이후 '이 정성 다해서 통일 / 통일을 이루자'라고 개사되었다.

### 북으로 확산
본래 대한민국에서만 불리던 이 노래는 1989년 임수경이 평양축전에 가기 전에 이미 조선민주주의인민공화국에 꽤 알려져 있었고, 1990년대부터는 남북에서 모두 좋아하고 함께 부르는 노래가 되었다.
조선민주주의인민공화국에서는 노래의 앞 부분을 '이 목숨 바쳐서 통일 / 통일을 이루자'라고 부르며, 대한민국에서 마지막 가사를 원곡대로 '통일이여 오라'라고 부르는 것과 달리 이 부분도 '통일을 이루자'라고 개사해 부르고 있다.

### 남북 교류와 노래비
2000년 남북 정상 회담 당시 남과 북의 정상이었던 김대중과 김정일이 6·15 남북 공동선언에 서명한 후 수행원들과 손을 잡고 함께 불러 정치적 상징성까지 커졌다. 2000년 5월에 서울에서 열린 평양어린이예술단 공연에서도 예술단이 마지막 순서에 이 노래를 불렀고, 이후 남북 간 음악 교류에서는 거의 필수적으로 공연의 마지막 부분에 연주하는 노래가 되었다. 김대중 전 대통령도 평소에 이 노래를 즐겨 불러 2009년 8월 23일에 열린 김대중 전 대통령 국장 영결식에서 조가(弔歌) 중 하나로 연주되었다.
경기도 이천시의 청강문화산업대학교 내 잔디광장에는 작곡자 안병원이 직접 쓴 악보와 가사를 새긴 노래비가 건립되어 있다.

## 참고자료
- 방학진 (2005년 12월 15일). “‘우리의 소원은 통일’을 작사한 안석주 - 식민지 지식인의 나약함이여”. 우리힘. 2008년 3월 5일에 확인함.